# Chemoinformatică
Chemoinformatică (de asemenea cunoscută și ca chimioinformatică) este ramura chimiei care se ocupă cu folosirea tehnicilor informatice pentru rezolvarea unor probleme teoretice. De asemenea, o importantă activitate a acestei ramuri este stocarea de informații legate de compușii chimici în baze de date informatice. În prezent, tehnicile informatice sunt folosite pe scară largă pentru descoperirea medicamentelor.